# Prierow bei Golßen

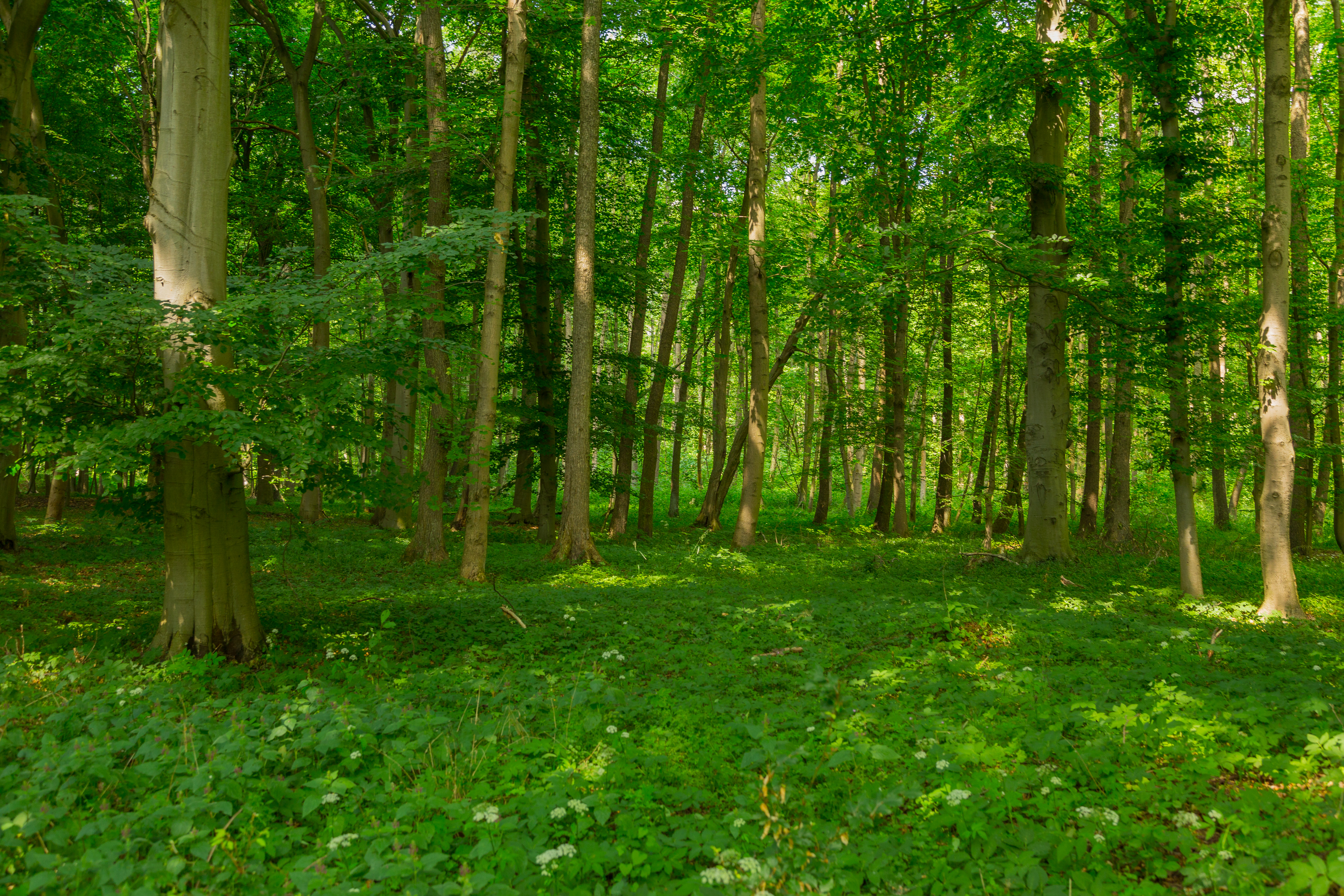
Naturschutzgebiet Prierow bei Golßen (Juni 2015)

Das Naturschutzgebiet Prierow bei Golßen liegt im Landkreis Dahme-Spreewald in Brandenburg. 
Das aus drei Teilgebieten bestehende rund 60,6 ha große Naturschutzgebiet erstreckt sich nordöstlich von Prierow, einem Gemeindeteil der Stadt Golßen. Am westlichen Rand des westlichen Teilgebietes fließt die Dahme, südlich verläuft die B 115 und östlich die Landesstraße L 711.

## Bedeutung
Das Gebiet mit der Kenn-Nummer 1273 wurde mit Verordnung vom 26. März 1981 unter Naturschutz gestellt.